# Crateri di Fobos
Segue una lista dei crateri d'impatto presenti sulla superficie di Fobos. La nomenclatura di Fobos è regolata dall'Unione Astronomica Internazionale; la lista contiene solo formazioni esogeologiche ufficialmente riconosciute da tale istituzione.
I crateri di Fobos portano i nomi di astronomi che hanno studiato questa luna, per le denominazioni decise nel 1973 e nel 2011, e di personaggi e luoghi de I viaggi di Gulliver di Jonathan Swift per quelle successive al 2006.

## Prospetto
| Cratere   | Eponimo                                                                                              | Latitudine | Longitudine | Diametro |
| --------- | --- | ---------- | ----------- | -------- |
| Clustril  | Clustril - Personaggio de I viaggi di Gulliver, avvisa Flimnap della visita della moglie a Gulliver. | 60° N      | 91° W       | 3,4 km   |
| D'Arrest  | Heinrich Louis d'Arrest - Astronomo tedesco (1822-1875).                                             | 39° S      | 179° W      | 2,1 km   |
| Drunlo    | Drunlo - Personaggio de I viaggi di Gulliver, avvisa Flimnap della visita della moglie a Gulliver.   | 36,5° N    | 92° W       | 4,2 km   |
| Flimnap   | Flimnap - Personaggio de I viaggi di Gulliver, tesoriere.                                            | 60° N      | 350° W      | 1,5 km   |
| Grildrig  | Grildrig - Soprannome di Gulliver ricevuta dalla figlia dei contadoni nella terra dei giganti.       | 81° N      | 195° W      | 2,6 km   |
| Gulliver  | Lemuel Gulliver - Protagonista de I viaggi di Gulliver.                                              | 62° N      | 163° W      | 5,5 km   |
| Hall      | Asaph Hall - Astronomo statunitense (1829-1907), scopritore di Phobos e Deimos.                      | 80° S      | 210° W      | 5,4 km   |
| Limtoc    | Limtoc - Personaggio de I viaggi di Gulliver, generale.                                              | 11° S      | 54° W       | 2 km     |
| Öpik      | Ernst Julius Öpik - Astronomo estone (1893-1985).                                                    | 7° S       | 297° W      | 2 km     |
| Reldresal | Reldresal - Personaggio de I viaggi di Gulliver, ministro degli affari privati a Lilliput.           | 41° N      | 39° W       | 2,9 km   |
| Roche     | Édouard Roche - Astronomo francese (1820-1883).                                                      | 53° N      | 183° W      | 2,3 km   |
| Sharpless | Bevan Sharpless - Astronomo statunitense (1904-1950).                                                | 27,5° S    | 154° W      | 1,8 km   |
| Shklovsky | Iosif Samuilovič Šklovskij - Astronomo sovietico (1916-1985).                                        | 24° S      | 248° W      | 2 km     |
| Skyresh   | Skyresh Bolgolam - Personaggio de I viaggi di Gulliver, Gran Ammiraglio a Lilliput.                  | 52,5° N    | 320° W      | 1,5 km   |
| Stickney  | Chloe Angeline Stickney Hall - Matematica statunitense (1830-1892), moglie di Asaph Hall.            | 1° N       | 49° W       | 9 km     |
| Todd      | David Todd Wilkinson - Astronomo statunitense (1935-2002).                                           | 9° S       | 153° W      | 2,6 km   |
| Wendell   | Oliver Wendell - Astronomo statunitense (1845-1912).                                                 | 1° S       | 132° W      | 1,7 km   |